# Mariage du prince Harry et de Meghan Markle
Le mariage du prince Henry, duc de Sussex (dit Harry) et de Meghan Markle a eu lieu le 19 mai 2018 à la chapelle Saint-Georges à Windsor, au Royaume-Uni.

## Couple

Armoiries conjugales du duc et de la duchesse de Sussex.

Le prince Harry, fait « duc de Sussex » le jour de son mariage, est le fils cadet de Charles, prince de Galles et de Lady Diana Spencer, et le petit-fils de la reine Élisabeth II et du prince Philip, duc d'Édimbourg.
Meghan Markle est une actrice américaine connue pour son rôle de Rachel Zane dans la série télévisée judiciaire Suits : Avocats sur mesure. Divorcée du producteur Trevor Engelson, elle est de trois ans l'aînée du prince.

## Annonce des fiançailles
Le 8 novembre 2016, il est officiellement annoncé que Meghan Markle est la compagne du prince Harry, avec lequel elle entretient une relation depuis juin 2016,, après avoir été mis en relation par leur amie commune, Violet von Westenholz.
Le 27 novembre 2017, le prince annonce ses fiançailles avec Meghan Markle. Le lendemain, la date du mariage est annoncée pour le 19 mai 2018 en la chapelle Saint-Georges du château de Windsor. Meghan pourrait devenir britannique à la suite de son mariage avec le prince Harry. Elle sera la deuxième Américaine divorcée à faire son entrée dans la famille royale après Wallis Simpson, pour qui le roi Édouard VIII avait fini par abdiquer en 1936.

## Préparation et organisation

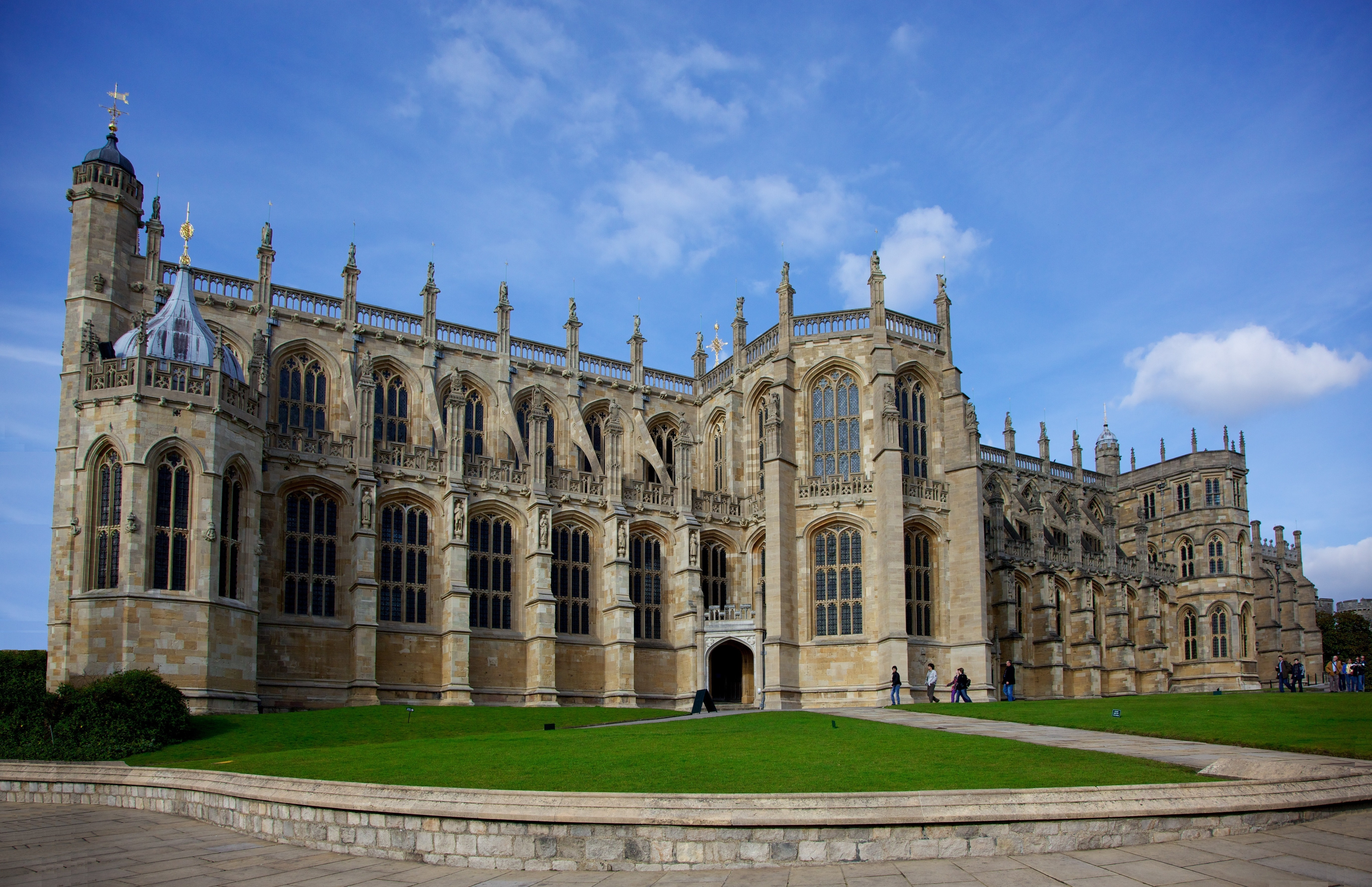
La chapelle Saint-Georges, le lieu du mariage.

Le 6 mars 2018, Meghan Markle est baptisée et confirmée dans la foi anglicane. La cérémonie privée a été célébrée dans la chapelle royale du palais Saint James et a été présidée par l'archevêque de Cantorbéry, Justin Welby.
Dix enfants d'honneur (six fillettes et quatre garçonnets) accompagnent le couple à l'autel. Meghan Markle en a choisi cinq : ses deux filleules Rylan et Remi Litt, et les trois enfants de sa meilleure amie Jessica Mulroney (en), Brian, John et Ivy Mulroney. Harry a choisi la princesse Charlotte et le prince George, ainsi que ses trois filleules Florence van Cutsem, Zalie Warren et Jasper Dyer.
Meghan Markle respecte la tradition avec le bouquet de la mariée qui contient, depuis le mariage de la princesse royale Victoria en 1858, de la myrthe, herbe symbole de l'amour et de l'espoir. Le bouquet contient également des fleurs de myosotis blanc en hommage à la princesse Diana dont c'étaient les fleurs favorites, et des fleurs cueillies par le prince Harry lui-même la veille dans le jardin de leur résidence au palais de Kensington. Comme pour les mariages royaux précédents, le bouquet est envoyé après le mariage à l'abbaye de Westminster, afin d'être déposé sur la tombe du Soldat inconnu, tradition initiée par Elizabeth Bowes-Lyon lors de son mariage en 1923, en souvenir de son frère aîné Fergus, mort en 1915 à la bataille de Loos pendant la Première Guerre mondiale. Toutes les autres fleurs du mariage (décorations florales de la chapelle Saint-Georges et compositions réalisées par la fleuriste londonienne Philippa Craddock) seront données à des associations caritatives.
Le couple respecte la tradition en ne dormant pas ensemble la veille du mariage. Le prince Harry passe la nuit avec son frère et témoin, le prince William, au Coworth Park Hotel (en). Meghan Markle séjourne avec sa mère, Doria Ragland, au Cliveden House.
Meghan Markle, ne pouvant faire de choix entre ses différents proches et ne voulant privilégier personne, a décidé de n'être accompagnée d'aucun témoin.

### Titre ducal
Quelques heures avant la cérémonie, le matin du 19 mai 2018, la reine Élisabeth II octroie à Harry et Meghan le titre de duc et duchesse de Sussex.

### Budget
Le budget n’est pas rendu public mais le site Bridebook l'estime à un total de 32 millions de livres sterling (36,6 millions d'euros). Selon le palais de Kensington, la famille royale paie la messe de mariage, les fleurs, la musique et la réception qui suit. La sécurité est le principal poste dans ce budget (nombreux drones et dispositifs anti-drones, portiques de sécurité, hélicoptères, équipements divers et plus de cinq mille policiers, membres des forces spéciales, ambulanciers et pompiers déployés). Estimée à 30 millions de livres sterling, cette sécurité est entièrement financée par l’État,.
Selon les estimations du cabinet de consultants Brand Finance, ce mariage pourrait rapporter plus d'un milliard de livres (1,14 milliard d'euros) au Royaume-Uni, dont 300 millions au secteur du tourisme (dépenses, en loisirs, hébergement et transports), 300 millions pour « la publicité faite à la Grande-Bretagne », 250 millions pour le commerce et la restauration, 50 millions pour les produits dérivés.

## Cérémonie

### Déroulement
Les premières des 2 640 personnes (1 200 jeunes, 200 membres d'organisations caritatives, 100 élèves d'écoles avoisinantes, 610 membres de la communauté du château et 530 membres du personnel royal) invitées dans le parc du château de Windsor pour assister à l'arrivée des mariés et à celle de leurs invités, ainsi qu'à la procession en calèche, entrent dans le parc à partir de 10 h 30. Près de 100 000 personnes viennent acclamer Meghan Markle et le prince Harry dans la ville de Windsor. Selon le Daily Express, le mariage est suivi par environ 1,9 milliard de téléspectateurs.
La célébration, dirigée par le doyen de Windsor David Conner (en), débute à 12 h. Le couple se marie selon le rite traditionnel de l'Église anglicane d'Angleterre.
Le prince Harry et son témoin, son frère le prince William, arrivent à pied par les marches ouest de la chapelle. Ils sont vêtus d'une redingote militaire des Blues and Royals faite de peau de daim bleu nuit ornée de diverses décorations et d'un pantalon en barathea (en) avec une bande de cuir rouge. Meghan Markle arrive en Rolls-Royce Phantom VI et entre dans la chapelle par le porche galilée. Elle se présente avec une robe de mariée Givenchy dessinée par Clare Waight Keller, coiffée d'un chignon bas surmonté d'une tiare de diamants offerte par la reine, datant de 1932 sur une broche de 1893.
En l'absence de son père malade retenu par une opération cardiaque au Mexique, elle remonte l'allée centrale de la chapelle Saint-Georges seule, avant d'être rejointe à mi-chemin par son beau-père, le prince Charles.
Lors de la procession d’Introït, David Blackadder, trompettiste venu de l'Orchestre de l'âge des Lumières (Orchestra of the Age of Enlightenment) et de l’Academy of Ancient Music, dialogue avec la soprano galloise Elin Manahan Thomas (en) dans un air avec orchestre, extrait d'une cantate profane de Georg Friedrich Haendel (organiste, claveciniste et compositeur de la cour au XVIIIe siècle). Il s'agit plus précisément d'une adaptation, par les interprètes, de l'air Eternal Source of Light Divine extrait de la cantate composée en 1713 par Haendel sur l’Ode for the Birthday of Queen Anne (Ode pour l'anniversaire de la reine Anne).
Lady Jane Fellowes, sœur de Diana Spencer, lit un extrait du Cantique des Cantiques du roi Salomon, poème d'amour terrestre tiré de la Bible (8.6 : « Mets-moi comme un sceau sur ton cœur »). Le poème dans son ensemble relate les amours du roi d'Israël et de la reine de Saba, souveraine africaine et yéménite. Justin Welby, archevêque de Canterbury, officie pour l'échange des consentements. Après avoir prononcé leurs vœux, le prince Harry et Meghan Markle échangent des alliances réalisées par la maison de joaillerie britannique Cleave and Company. Celle d'Harry est en platine au fini texturé et celle de la mariée contient quelques carats de pépite d'or gallois offerts par la reine Élisabeth II (tradition royale qui remonte au mariage de la reine mère Elizabeth, en 1923, qui s'était vue remettre une alliance de la mine d'or Clogau (en), par le roi George VI). La prise de parole principale, haute en couleur, est assurée par le pasteur américain Michael Bruce Curry, évêque-président de l'Église épiscopale des États-Unis qui se fait remarquer par son sermon enflammé.
Le chœur de la chapelle Saint-Georges de Windsor est dirigé par son maître de chapelle, James Vivian (en). Il est composé de 23 soprano-garçons (les boy choristers) et de 12 choristes adultes professionnels (les Lay Clerks), tous des hommes, selon la tradition remontant à 1348 pour ce chœur (les hommes assurant les parties graves, de l'alto à la basse). Ils ont interprété a cappella un texte tiré de l'évangile selon Saint-Jean (Jean 14 : 15-17), propre à la fête chrétienne de la Pentecôte et mis en musique sous la forme d'un Anthem polyphonique (If Ye Love Me) par Thomas Tallis, compositeur anglais du XVIe siècle. Ils ont donné une autre pièce vocale, le motet The Lord bless you and keep you (en), du compositeur anglais contemporain John Rutter. Pour certaines pièces nécessitant des instruments, ils sont accompagnés par un orchestre de chambre, comprenant une flûte traversière et une harpe, qui rassemblait des membres de l'orchestre national gallois de la BBC (The BBC National Orchestra of Wales), de l'English Chamber Orchestra et du Philharmonia Orchestra (les musiciens venant en grande partie du pupitre des cordes de chaque orchestre). Le chef est Christopher Warren-Green (en).
Des trompettes de la cavalerie royale sont intervenues à plusieurs moments de la cérémonie : pour l'hymne Lord of all hopefulness, Lord of all joy (en) (de Jan Struther (en), sur une musique traditionnelle irlandaise, Slane), pour l'hymne gallois Cwm Rhondda et pour le God Save the Queen. L'orgue est tenu par Luke Bond, assistant de James Vivian, le maître de musique de la chapelle Saint-Georges.
Le célèbre chœur anglais de gospel The Kingdom Choir (« Le Chœur du Royaume »), basé au sud-est de Londres et dirigé par Karen Gibson, a fait entendre (en liaison avec l'évangile du jour) un arrangement choral du standard soul : Stand by me, de Ben E. King, avec accompagnement au clavier. Leur interprétation a été très remarquée. Ils ont clôt la cérémonie par un gospel traditionnel : Amen (en)/This Little Light of Mine (en).
Cet Amen de fin faisait suite à un épisode orchestral purement profane, destiné à initier la procession de sortie : l’Allegro de la Symphonie n° 1 en si bémol majeur de William Boyce, compositeur anglais du XVIIIe siècle. Le jeune violoncelliste Sheku Kanneh-Mason (en), âgé de 19 ans, qui avait été repéré par le prince Harry, avait de son côté joué une transcription pour violoncelle et orchestre de : Après un Rêve, mélodie initialement écrite pour une voix et piano par le compositeur français Gabriel Fauré. Le texte d'origine, chanté, n'est pas religieux (mais il n'existait pas ici). Il a joué également, toujours dans une adaptation, une sicilienne (forme également profane) censée dater du XVIIIe siècle (mais en réalité apocryphe). C'est l'œuvre la plus connue d'une compositrice qui n'en est pas l'auteur. On a entendu ensuite, toujours avec l'orchestre, l’Ave Maria de Franz Schubert. Cette partition et celle de Gabriel Fauré, qui restent très répandues, avaient été données, dans des transcriptions différentes, aux funérailles de Johnny Hallyday à l'église de la Madeleine, à Paris.
Les 600 invités à l'office religieux ont reçu un guide de 22 pages listant les règles de bienséance à respecter. Ce guide interdit notamment tout appareil électronique (caméra, appareil photo, smartphone) susceptible de prendre des photos ou des vidéos de la cérémonie. Le code vestimentaire impose un complet ou queue de pie pour les hommes, une robe de cocktail et un chapeau pour les femmes.
Après la signature des registres, le couple échange un baiser sur le perron, devant la foule. À l'issue de la cérémonie religieuse à 13 h, accompagné par une escorte du Régiment monté de cavalerie de la Maison royale (en), le couple fait un tour en carrosse dans les rues de Windsor (Castle Hill, High Street, centre-ville de Windsor). Harry et Meghan ont fait le choix d’un landau Ascot, l’un des cinq des Royal Mews, écuries de la Famille royale britannique. Le cortège en calèche découverte tirée par quatre chevaux Windsor Grey, les ramène, via la Long Walk bordée d'ormes, vers le parc du château de Windsor où les 2 640 personnes sont conviées avec prière d'apporter leur pique-nique personnel, alors que le couple et les 600 invités à l'office religieux sont conviés à 13 h 30 à un déjeuner organisé par la reine Élisabeth II dans la salle des fêtes du château. Le menu du cocktail est composé, entre autres, de langoustines d’Écosse, d’asperges anglaises, d’une panna cotta de petit pois aux œufs de caille et citronnelle. Au cours de ce repas, Elton John se met au piano pour chanter plusieurs chansons : Tiny Dancer, I'm Still Standing, et Your Song, une mélodie sur l’amour interprétée en hommage à la princesse Diana. Puis le couple et la famille royale posent pour les photos officielles prises par le photographe Alexi Lubomirski.
Tout au long de la cérémonie, des spécialistes de lecture labiale du royaume ont tenté de décrypter les mots que se sont soufflés le prince Harry et Meghan Markle.
Le père du marié organise une soirée privée pour la famille et 200 invités les plus proches, à 19 h 30, dans le domaine de Frogmore House. Le couple en tenue de soirée (smoking en velours noir pour le prince Harry, robe blanche avec encolure américaine et dos-nu signée Stella McCartney pour Meghan Markle) arrive à la soirée à bord d'une Jaguar Type E bleu-argent de collection, convertie en modèle électrique, munie d'une plaque d’immatriculation arborant « E190518 » (19 mai 2018, date de leur mariage). Le dîner est clôturé par une pièce montée qui bouscule les traditions royales britanniques, rompant avec le classique pudding aux fruits confits. Ce gâteau royal, composé d'ingrédients bio, est réalisé par Claire Ptak et coûte 57 000 euros. Il s'agit d'un sponge cake au citron bio de la côte amalfitaine et à la fleur de sureau recouvert de crème au beurre et de fleurs fraîches. L'ouverture du bal se fait sur I Wanna Dance with Somebody  de Whitney Houston. Durant la soirée, les invités ont dansé sur des chansons des années 1980 et du R&B, avec en DJ Idris Elba.